# ب‌ام‌و هند
بی‌ام‌و هند (انگلیسی: BMW India) یک شرکت تابعه بی‌ام‌و است که در ژانویه ۲۰۰۷ فعالیت خود را در چنای هند آغاز کرد. این شرکت طیف وسیعی از فعالیت‌ها که شامل کارخانه تولیدی محصولات بی‌ام‌و، ساخت انبار قطعات خودرو، توسعه مراکز آموزشی تعمیرات خودرو و توسعه فروشگاه‌های قطعات خوددو در هند را انجام می‌دهد.